# Кавіла

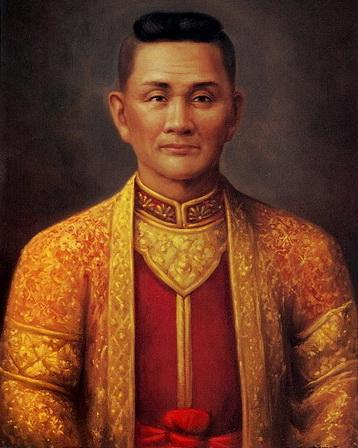

Кавіла (*північнотайська:; 31 жовтня 1741 — 3 лютого 1816) — останній володар Ланни у 1782—1802 роках, 1-й король Чіангмаю у 1802—1816 роках. Відомий також як Пхра Боромрачатхібоді (тай. พระบรมราชาธิบดี). Після смерті якого єдність країни припинилася, утворилися автономні князівства в середині королівства Сіам.

## Життєпис

### Молоді роки
Походив з династії Четтон з Нану. Онук Тіпчангу, князя Лампангу, що був васалом імперії Таунгу. Старший син Чайкава і Чантха. Народився 1742 року в Лампангу. 1759 року після смерті діда Тао Лінканг, син попереднього князя Лампангу, захопив владу. Кавіла разом з батьком та родиною втік до Таунгу. Лише за підсумком війни Таунгу і Аюттхаї у 1763 році на троні Лампангу було затверджено Чайкава. У 1769 року Тадоміндін, володар ланни, захопив Чайкава, якого став тримати в Чіангмаї як політичного заручника, залишивши Кавілу керувати справами в Лампанзі від імені свого батька.
Під час війни Тадоміндіна і Таксина, правителя Тхонбурі, 1774 року перейшов на бік останнього. Для цього відправив брата Кхансона з військо начебто проти Таксина, а сам невдовзі влаштував знищення бірманської залоги в Лампанзі. У відповідь його батька було ув'язнено. Натомість Кавіла прийняв титул князя Лампангу.

### Князь Лампангу
1775 року відзначився у захопленні Чіангмаю військами Таксина, а потім звільненні усієї Ланни від бірманських загонів. також зумів звільнити батька, якого було відправлено до Ави. Визнав зверхність держави Тхонбурі. Призначив свого молодшого брата Тхаммалангка упаратою (спадкоємцем). Невдовзі прийняв у сееб Вітхуна, князя Нана, якого бірманці вигнали з його володінь. Також ворог закріпився в Чіангсені (Північній Ланні).
У січні 1777 року почалося вторгнення 15-тисячного війська, які зайняли Чіангмай. Пхрая Чабан, володар ланни, перебрався до Кавіли. Бірманці продовжили атаку на Лампанг. Кавіла разом з батьком Чайкаєвим і молодшими братами відступив до Саванхалоку. Після того, як того ж року бірманці пішли, Кавіла зміг відновити свою владу в Лампангу. За цим арештував Вітхуна, що намагався самостійно відвоювати Нан, чим спровокувати нове бірманське вторгнення. Кавіла відправив його до Тхонбурі, де Вітун помер у в'язниці.
Під час сіамського вторгнення в Лаос у 1778—1779 роках деякі сіамські сили зайняли Лампанг, який пограбували. Кавіла намагався протистояти, але зазнав поразки. Таксин розцінив такі дії як повстання, викликавши Кавілу до своєї столиці. Той відмовився їхати до Тхонбурі. Після неодноразових вимог Кавіла та Пхрая Чабан вирушили на південь, щоб зустрітися з Таксином у 1779 році. Пхрая Чабан був ув'язнений, а Кавілі було відрізано частину вушної раковини. Чою спокутувати провину Кавіла обіцяв захопити північну Ланну з містом Чіангсен.
Кавіла виступив на Чіангсен 1781 року, але під час бойових дій 1782 року дізнався, що помер Таксин. За цим зайняв Сіангмай. Потім рушив до Бангкоку, де від нового короля Рами I підтвердив факт зайняття Чіангмаю та монарший титул. Натомість Ксамсом став князем Лампанга. Через загальне зменшення населення Ланни внаслідок безперервної війни Кавіла не зміг зібрати достатньо населення, щоб негайно відновити Чіангмай. Тому в якості резиденції обрав Пасанг, близько 40 км на південь від Чіангмаю.

### Панування над Ланною
У січні 1786 року під час нової бірмано-сіамської війни Кавілазміг утримати місто Лампанг, витримавши 2-місячну облогу, поки не прийшла допомога під командуванням принців Чакчетсади та Чаофраї Махасени Плі. У 1787 році військам Кавіли вдалося захопити Чіангсен. За цим спрямував армію для відвоювання Юаму на заході, але зазнав поразки від бірманців. Бірманський полководець Вунг'ї Маха Зеятура з 45-тисячним військом взяв в облогу Лампанг. Інший бірманський полководець Лет'я Тхіха Тхінг'ян з 35 тис. вояками взяв в облогу Пасанг. Кавіла опинилася в критичній ситуації і знову звернувся за допомогою до Бангкока. Принц Сура Сінгханат, зять Кавіли, повів сіамську армію чисельністю 50—60 тис. вояків. Бірманці зазнали поразки під Лампангом і Пасангом у березні 1788 р.[2]
У 1795 році Кавіла відновив міські стіни Чіангмая. У лютому 1797 року офіційно переселився з Пасанга з родиною, знаттю, почтом, військом та населенням до Чіангмаю. Після 20 років занедбаності столиця Ланни зрештою було відновлено як центр держави.
Невдовзі бірманський правитель Бодопая відправив проти Ланни 55-тисячне військо на чолі із Немйо Чавдіна Тхіхату. Кавіла повідомив про це Раму I, який відправив на допомогу 2 армії загальною чисельністю 40 тис. вояків. Бірманці зазнали серйозної поразки та були відбиті у квітні 1798 року. Проте зберегли за собою Чіангсен і Північну Ланну.
У 1800 році Кавіла перейменував Чіангмай на Ратана Тінгса Афінавабурі, що означало «Велике нове місто», яке було прикрашеною дорогоцінними каменями обителлю Індри.
Ланна служила для захисту Сіаму від бірманських вторгнень з півночі. Однак нестача робочої сили була головним недоліком перед загрозою бірманських вторгнень. Кавіла дотримувався політики примусового переселення населення до Чіангмаю. У 1802 році Бодапая намагався знову відняти північ Ланни, відправивши військо на чолі із Чом Хунгом. В свою чергу Кавіла відправив упарату Тхаммалангку проти того. Чом хунг потрапив у полон. Потім війська Ланни проти Каотая, собви (князя) шанського володіння Кенгтунга, який визнав зверхність Кавіли. Також до Чіангмаю було переселено 6 тис. представників народу кхин.
У відповідь Бодоопая відправив проти Кавіли нове військо. Принц Сура Сінгханат знову повів сіамські війська з Бангкока на допомогу Чіангмаю. Втім Сура Сінгханат захворів у Тоені і призначив свого небожа принца Анурака Девеша командувати армією, який вчасно підійшов до чіангмаю..

### Король Чіангмаю
У грудні 1802 року король Рама I призначив Кавілу королем Чіангмая з тронним ім'ям Пхра Боромрачатхібоді й подарував 7-рівневу білу парасольку, що означало гідність, рівну сіамському спадковому принцу. Кавіла поклав більшість військових обов'язків на свого упарату Таммалангку. Останній 1804 року спільно з бірманськими військами рушив на Чіангсен, який невдовзі було відвойовано. Мешканці Чіангсена були переселені в багато місць, зокрема Чіангмай.
У 1804 році знову виступив проти шанських князівств Кенгтунг та і Чіанхунг. У 1805 році Тхаммалангка завоював інше шанське князівство Монг'ян, переселивши звідти 10 тис. осіб до Лампхуну. У 1806 році це місто отримало статус другої резиденції.
Кавіла сприяв відродженню багатьох традиційних культурних практик Ланна, включаючи музику, танці, літературу та ремісництво, а також характерні регіональні буддійські церемонії. Він помер у 1816 році. після цього державу було розділено на окремі автономні князівства Чіангмай (тут посів трон Таммалангка), Лампанг (правив Дуангтхіп) і Лампхун (отримав владу бунмамуанг), які не мали титулу короля, а лише князя. Титул короля Чіангмаю номінально було відновлено у 1853 році.